# エメル・トプラク
エメル・トプラク（Ömer Toprak, 1989年7月21日 - ）は、西ドイツ（現ドイツ）・ラーフェンスブルク出身の元サッカー選手、元トルコ代表。現役時代のポジションはDF(CB)。オメル・トプラクとも表記される。

## クラブ経歴

### フライブルク
1994年にFSBラーフェンスブルクでキャリアを開始する。2005年には地元のライバルであるFVラーフェンスブルクを経てSCフライブルクの下部組織に入団し、2007年夏に2011年までの初プロ契約を締結すると、同2007-08シーズンはトップチームでの出場はなかったが、レギオナルリーガ南部/南東部のBチームで研鑽を積み、リーグ戦とU-19ブンデスリーガで優勝を果たした。翌2008-09シーズン第2節のVfLオスナブリュック戦においてトップチーム初出場を飾って以来、主力としてプレーし、ブンデスリーガ昇格に貢献した。
2009-10シーズン開幕が待たれる中、2009年6月9日にレーシングカート中において別の車両のタンクが爆発して巻き込まれた。キャリアが危ぶまれる重度の火傷を負い、専門的な治療を受けなければならないほどだったが、4ヶ月後に練習に復帰すると、2010年1月6日のエルチェCFとの親善試合で実戦復帰を果たし、2010年1月16日のハンブルガーSV戦（0-2）でシーズン初出場にしてブンデスリーガ初出場を飾り、65分まで出場した。

### レバークーゼン
2011年5月2日、引退するサミ・ヒーピアの後釜として移籍金300万ユーロでバイエル・レバークーゼンと5年契約を締結した。初出場を飾った1.FSVマインツ05戦（0-2）においてマルコ・カリジューリのクロスに対してオウンゴールをする最悪の出だしにこそなったものの、マヌエル・フリードリヒ、ダニエル・シュヴァーブ、フィリップ・ヴォルシャイト、エミル・スパヒッチといった様々な選手と組み、主力としてチームの守備を支えたプレーが認められ、2014年1月22日には契約を2018年6月30日まで延長した。

### ボルシア・ドルトムント

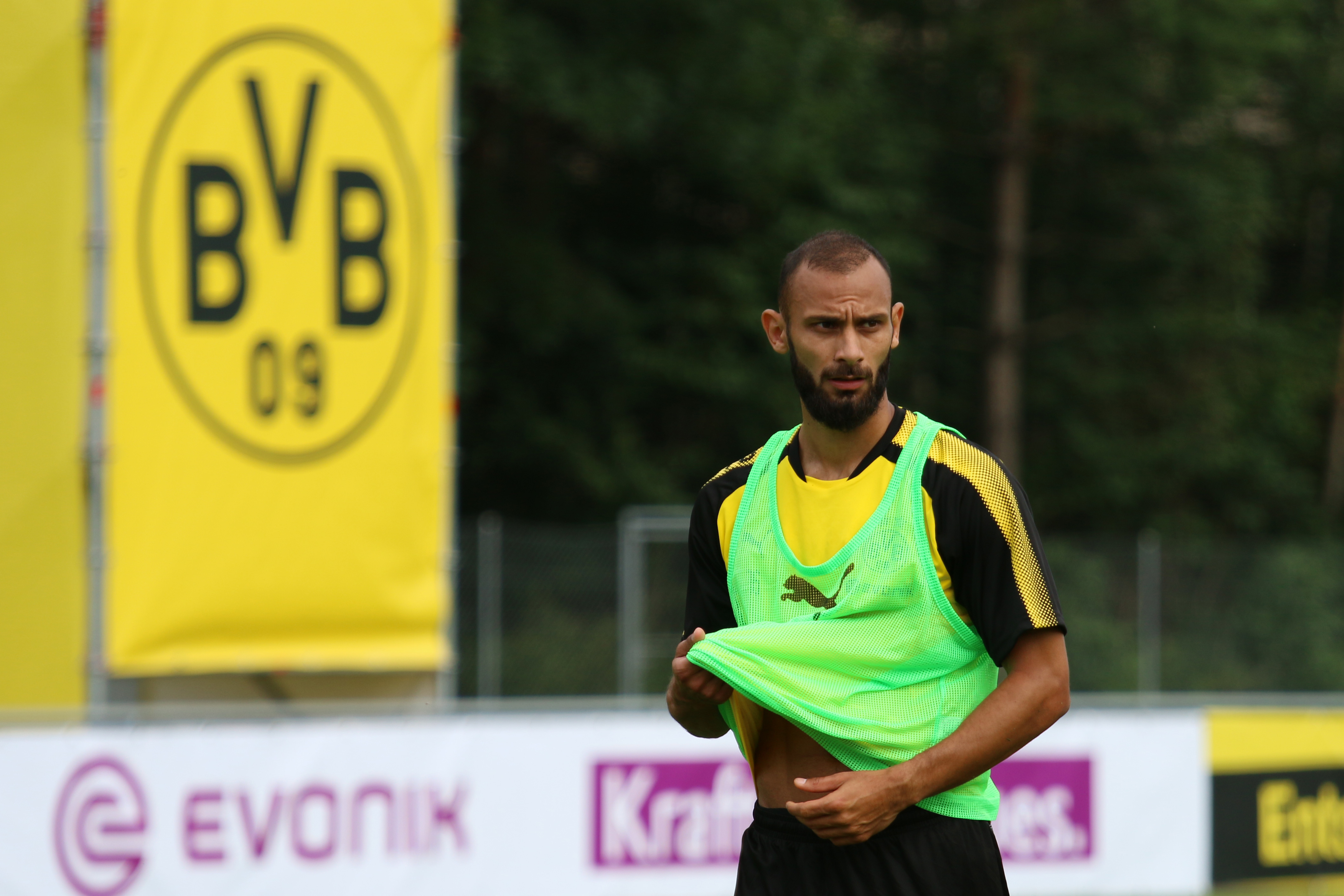
ドルトムントでのトプラク（2017年）

2017年2月、翌2017-18シーズンからボルシア・ドルトムントでプレーすることが発表された。
トプラクの獲得を希望したトーマス・トゥヘル監督はトプラクが合流する直前にドルトムントを去ったが、9月20日のハンブルガー戦（3-0）では香川真司の得点をアシストした。1年目はリーグ戦26試合に出場するも、2年目の2018-19シーズンは怪我の影響もあってリュシアン・ファーヴル監督のファーストチョイスになることは叶わなかった。さらに、2019-20シーズンにはマヌエル・アカンジ、レオナルド・バレルディ、ダン＝アクセル・ザガドゥに加えてマッツ・フンメルスがバイエルン・ミュンヘンから復帰したことでセンターバックは飽和状態となり、トプラクにとって厳しい環境になることが予想された。

### ヴェルダー・ブレーメン
2019年8月11日、ヴェルダー・ブレーメンへ買い取り義務付きのレンタル移籍。
ブレーメン1年目は度重なる怪我で出場は12試合にとどまったが、2年目は安定して試合に出場。2021年1月9日に開催された古巣レバークーゼンとの試合では、FKからボレーシュートを決めた。
3年目となる2021–22シーズンはキャプテンにも任命され、リーグ戦開幕節のハノーファー戦（1-1）では得点も記録し、ブレーメンの1部昇格に貢献した。ブレーメンは契約延長のオファーを打診していたがトプラクは契約を延長せず、6月3日、 2021-22シーズン終了後にブレーメンを退団することが決まった。

### アンタルヤスポル
ブレーメン退団が発表されから約4週間後の2022年6月30日、母国のアンタルヤスポルに加入。自身初の母国リーグでのプレーに加え、ドルトムントやブレーメンでロッカールームを共有したヌリ・シャヒン監督の下でプレーすることになった。
加入後はチームの中心メンバーとしてチームに貢献するも、2023-24シーズン後半からはベンチで見守る機会が増え、契約満了に伴いこのシーズン限りで退団すると、11月14日に自身のInstagramで現役を引退することを表明した。

## 代表経歴

### ドイツ
年代別代表では、U-19ドイツ代表としてUEFA U-19欧州選手権2008に参加する。前回王者のU-19スペイン戦で初出場し、3試合1得点を記録。決勝のU-19イタリア戦にも出場し優勝に貢献すると、その活躍に往年のDFユルゲン・コーラーから「近年見たジュニアレベルの中で最高」と称賛された。

### トルコ
2011年9月27日、自身の生まれ故郷であるトルコの市民権を取得したことでトルコサッカー連盟はFIFAに変更を申請し、30日には、トルコ代表のフース・ヒディンク監督によってUEFA EURO 2012予選のドイツ戦、アゼルバイジャン戦へ向けて招集される。11月15日にEURO 2012予選プレーオフ第2戦のクロアチア表戦において初出場を飾った。
2012年2月29日、スロバキアとの親善試合でセミフ・カヤのアシストから代表初ゴールを決めたものの、この時点でトルコは既に2失点を喫していたため1-2で敗れた。

## 私生活
スィヴァス出身のトルコ人家庭に生まれ、姉1人と兄2人の4人兄弟の末っ子としてバーデン＝ヴュルテンベルク州のラーフェンスブルクで育つ。2人の兄もサッカーをしており、1人は負傷により引退したが、もう1人のハルーン（Harun）はプロサッカー選手として活動している。また、従兄弟のラフマン・ソユドグルも同じくサッカー選手。

## 個人成績

### クラブでの成績
| クラブ            | シーズン       | リーグ戦          | リーグ戦 | リーグ戦 | カップ戦 | カップ戦 | 国際大会 | 国際大会 | その他 | その他 | 通算 | 通算 |
| クラブ            | シーズン       | ディビジョン      | 出場     | 得点     | 出場     | 得点     | 出場     | 得点     | 出場   | 得点   | 出場 | 得点 |
| ----------------- | -------------- | ----------------- | -------- | -------- | -------- | -------- | -------- | -------- | ------ | ------ | ---- | ---- |
| フライブルク      | 2008–09        | 2. ブンデスリーガ | 30       | 4        | 1        | 0        | —        | —        | —      | —      | 31   | 4    |
| フライブルク      | 2009–10        | ブンデスリーガ    | 14       | 0        | 0        | 0        | —        | —        | —      | —      | 14   | 0    |
| フライブルク      | 2010–11        | ブンデスリーガ    | 24       | 0        | 1        | 0        | —        | —        | —      | —      | 25   | 0    |
| フライブルク      | 通算           | 通算              | 68       | 4        | 2        | 0        | 0        | 0        | 0      | 0      | 70   | 4    |
| レバークーゼン    | 2011–12        | ブンデスリーガ    | 27       | 0        | 1        | 0        | 6        | 0        | —      | —      | 34   | 0    |
| レバークーゼン    | 2012–13        | ブンデスリーガ    | 26       | 1        | 2        | 0        | 4        | 0        | —      | —      | 32   | 1    |
| レバークーゼン    | 2013–14        | ブンデスリーガ    | 28       | 1        | 3        | 0        | 8        | 2        | —      | —      | 39   | 3    |
| レバークーゼン    | 2014–15        | ブンデスリーガ    | 29       | 1        | 3        | 0        | 9        | 0        | —      | —      | 41   | 1    |
| レバークーゼン    | 2015–16        | ブンデスリーガ    | 19       | 1        | 2        | 0        | 4        | 0        | —      | —      | 25   | 1    |
| レバークーゼン    | 2016–17        | ブンデスリーガ    | 25       | 1        | 1        | 0        | 6        | 0        | —      | —      | 32   | 1    |
| レバークーゼン    | 通算           | 通算              | 154      | 5        | 12       | 0        | 37       | 2        | 0      | 0      | 203  | 7    |
| ドルトムント      | 2017–18        | ブンデスリーガ    | 26       | 0        | 1        | 0        | 9        | 0        | 0      | 0      | 36   | 0    |
| ドルトムント      | 2018–19        | ブンデスリーガ    | 9        | 0        | 2        | 0        | 3        | 0        | —      | —      | 14   | 0    |
| ドルトムント      | 2019–20        | ブンデスリーガ    | 0        | 0        | 0        | 0        | 0        | 0        | 1      | 0      | 1    | 0    |
| ドルトムント      | 通算           | 通算              | 35       | 0        | 3        | 0        | 12       | 0        | 1      | 0      | 51   | 0    |
| ブレーメン (loan) | 2019–20        | ブンデスリーガ    | 10       | 0        | 2        | 0        | —        | —        | —      | —      | 12   | 0    |
| ブレーメン        | 2020–21        | ブンデスリーガ    | 26       | 2        | 1        | 0        | —        | —        | —      | —      | 27   | 2    |
| ブレーメン        | 2021–22        | 2. ブンデスリーガ | 21       | 1        | 1        | 0        | —        | —        | —      | —      | 22   | 1    |
| ブレーメン        | 通算           | 通算              | 47       | 3        | 2        | 0        | 0        | 0        | 0      | 0      | 49   | 3    |
| アンタルヤスポル  | 2022–23        | スュペル・リグ    | 23       | 1        | 1        | 0        | —        | —        | —      | —      | 24   | 1    |
| アンタルヤスポル  | 2023–24        | スュペル・リグ    | 22       | 0        | 0        | 0        | —        | —        | —      | —      | 22   | 0    |
| アンタルヤスポル  | 通算           | 通算              | 45       | 1        | 1        | 0        | 0        | 0        | 0      | 0      | 46   | 1    |
| キャリア総通算    | キャリア総通算 | キャリア総通算    | 359      | 13       | 22       | 0        | 49       | 2        | 1      | 0      | 431  | 15   |

1. 1 2 3 4 5  UEFAチャンピオンズリーグ
2. ↑  UEFAヨーロッパリーグ
3. ↑  UEFAチャンピオンズリーグ3試合、UEFAヨーロッパリーグ1試合に出場
4. ↑  UEFAチャンピオンズリーグ6試合、UEFAヨーロッパリーグ3試合に出場
5. 1 2  DFLスーパーカップ

### 代表での成績
| トルコ代表 | 国際Aマッチ | 国際Aマッチ |
| 年         | 出場        | 得点        |
| ---------- | ----------- | ----------- |
| 2011       | 1           | 0           |
| 2012       | 10          | 2           |
| 2013       | 8           | 0           |
| 2014       | 4           | 0           |
| 2015       | 0           | 0           |
| 2016       | 2           | 0           |
| 2017       | 2           | 0           |
| 通算       | 27          | 2           |

### 代表での得点
| #  | 開催年月日    | 開催地       | 対戦国     | スコア | 結果 | 試合概要 |
| -- | ------------- | ------------ | ---------- | ------ | ---- | -------- |
| 1. | 2012年2月29日 | ブルサ       | スロバキア | 1-2    | 1-2  | 親善試合 |
| 2. | 2012年5月29日 | ザルツブルク | ブルガリア | 1-0    | 2-0  | 親善試合 |

## タイトル
フライブルク
- 2. ブンデスリーガ : 2008-09

ドルトムント
- DFLスーパーカップ : 2019

U-19ドイツ
- UEFA U-19欧州選手権 : 2008[24]